# Fonte de São João (Melgaço)
A Fonte de São João localiza-se na Praça da República, freguesia de Vila e Roussas, no município de Melgaço, Portugal.

## História
Datada da segunda metade do século XVIII, a construção da fonte barroca de São João terminou a 1780, sendo erigida originalmente no lugar da Assadura e financiada por João Pedro de Sá, juiz de fora de Melgaço, com o apoio de vários donativos de famílias aristocráticas a viver na povoação minhota.
Em 1903, a fonte foi transferida para a Praça da República, pontuada então por árvores, situando-se aLeste do Castelo de Melgaço e do lado esquerdo da antiga Escola Primária Conde de Ferreira.
Em maio de 1970, a Praça da República sofreu várias obras de requalificação do seu espaço, sendo aprovado um despacho municipal para transferir a fonte para o canto Nordeste desta, local onde ainda hoje se encontra. Segundo um documento redigido pelo director da Escola Superior de Belas-Artes de Lisboa em 1971, a transferência da fonte para o novo local não havia sido bem executada, tendo sido mal executado o tratamento das juntas das cantarias da fonte e a sua ligação do abastecimento de água à rede pública. 
Posteriormente, a Direção-Geral dos Edifícios e Monumentos Nacionais (DGEMN) solicitou aos técnicos municipais que concluíssem o projecto, sendo realizado também o ajardinamento do espaço, a limitação das cantarias e o tratamento do pavimento de acesso púbico pela praça e pelas escadas de ligação do miradouro à rua das traseiras, referida ainda hoje como "caneja".

## Características
A fonte apresenta uma planta rectangular e corpo de cantaria de granito, sendo definido por pilastras coroadas por acrotérios e pináculos, em formato de pinha, que enquadram o remate em empena, com friso e cornija. O espaldar, em estilo barroco, é decorado inferiormente por uma bica carranca, em forma de rosto antropomórfico, de cabelos ondulados, contendo no lugar da boca uma torneira, ladeada por duas serpentes com cabeça de dragão, e uma bacia rectangular de perfil curvo. Acima, a fachada é pontuada por uma cartela oval e côncava, que alberga a representação do Agnus Dei, envolvida por elementos fitomórficos e uma concha, símbolo da peregrinação de Santiago de Compostela, e ladeada por lápides inscritas com texto em latim, no lado esquerdo, e em português, no lado direito, com a data de construção, "1780". Na moldura encontra-se a inscrição "ECCE AGNUS DEI". No topo, a fonte é pontuada por um nicho em arco de volta perfeita, definido interiormente por duas colunas de ordem coríntia, que alberga a estátua de São João Baptista baptizando Jesus Cristo. Ao seu lado, outras duas outras lápides, pontuam a sua fachada, sendo encimadas pelo brasão com as armas de Portugal, envoltas em concheados e sobrepujadas por um coronel e uma outra concha.

## Galeria

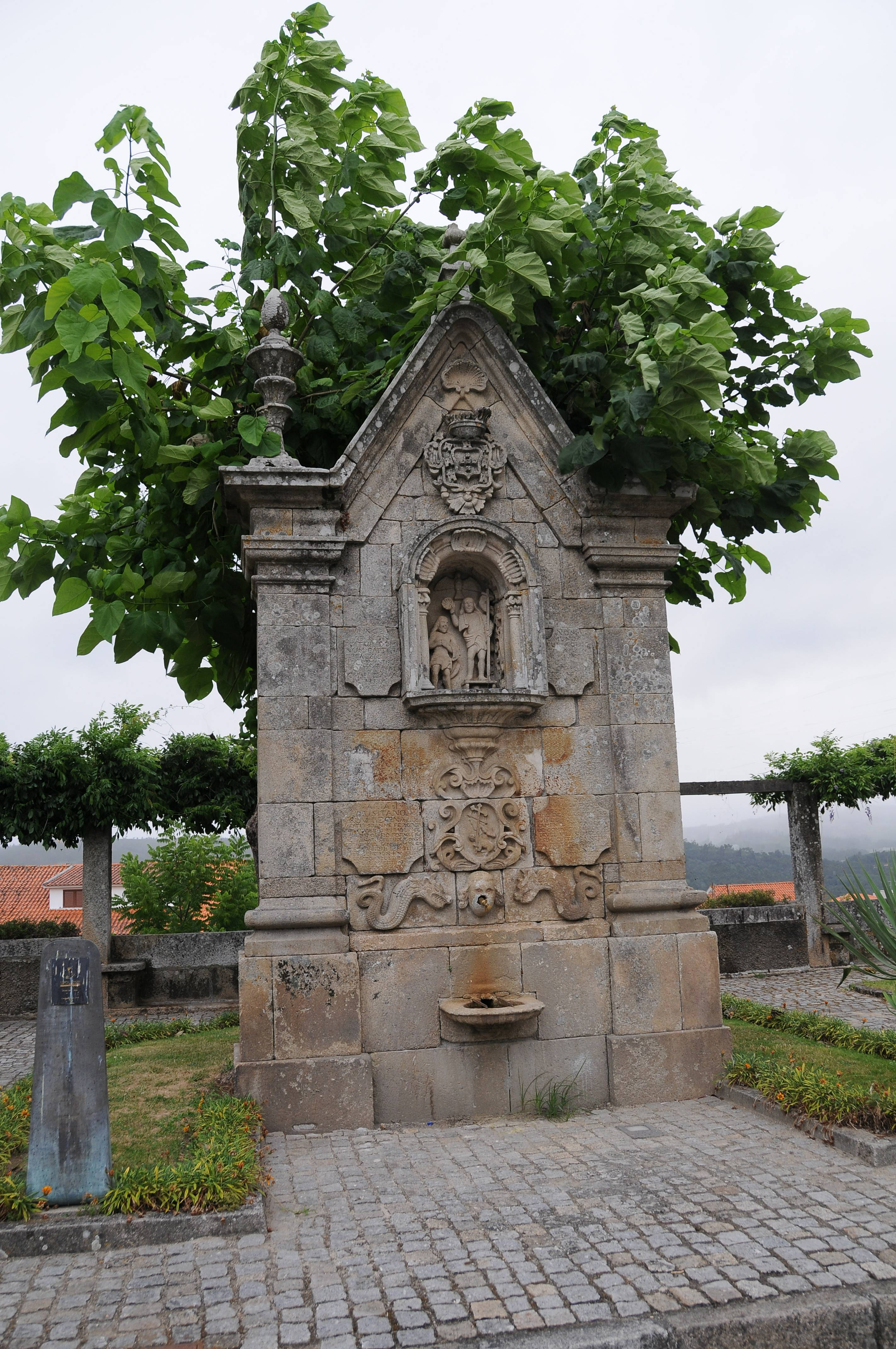
Fonte de São João
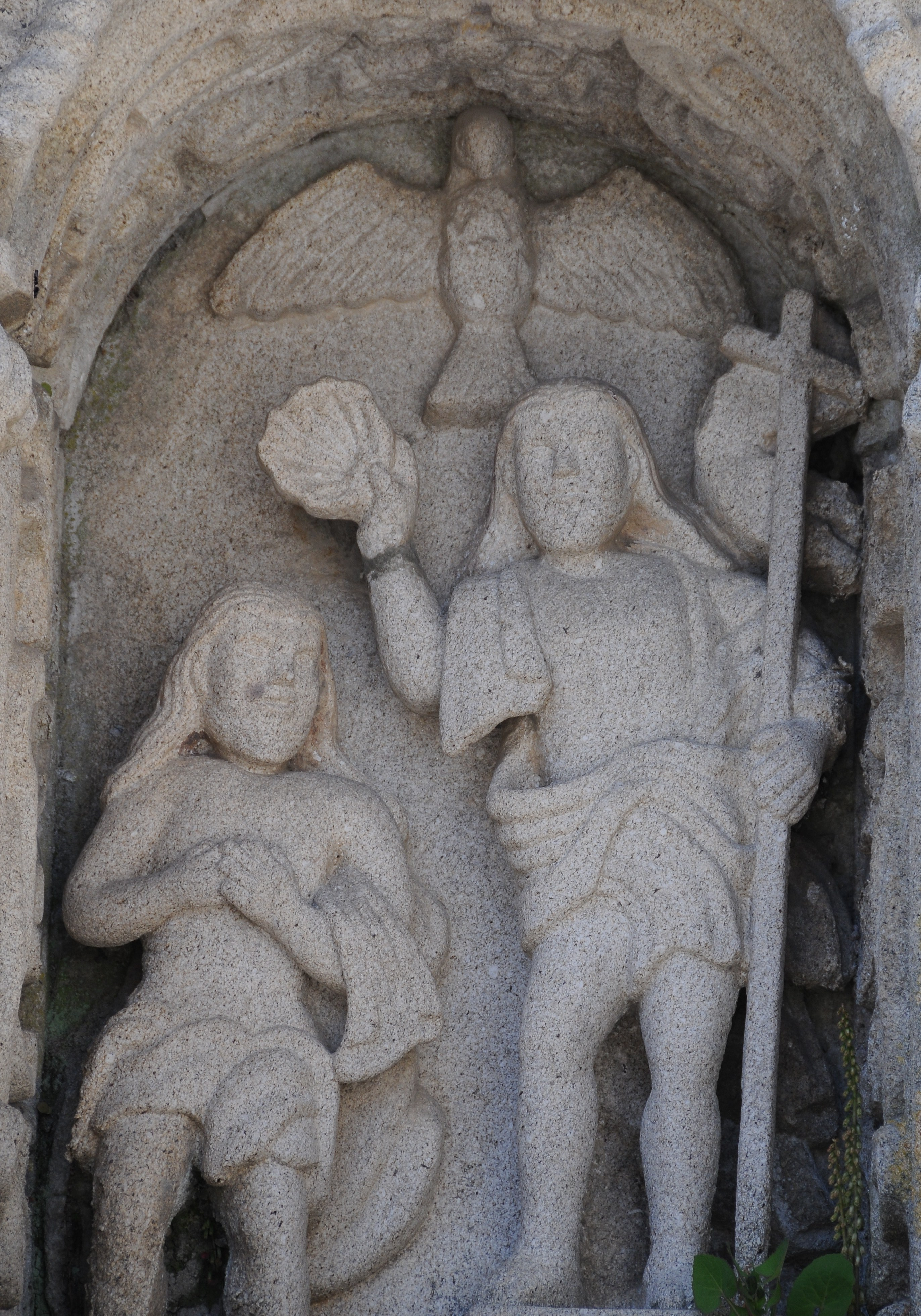
São João e Cristo
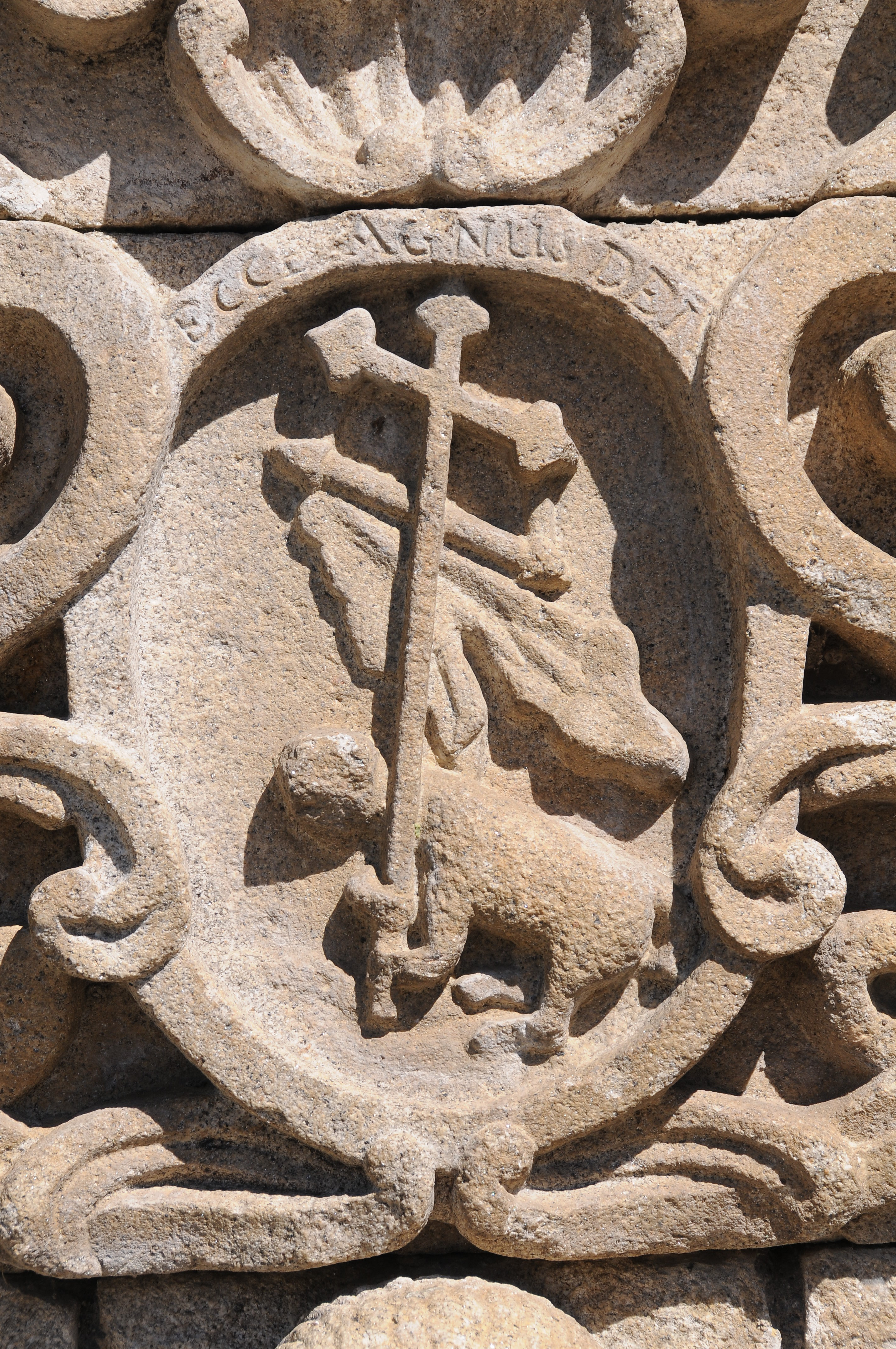
Agnus Dei
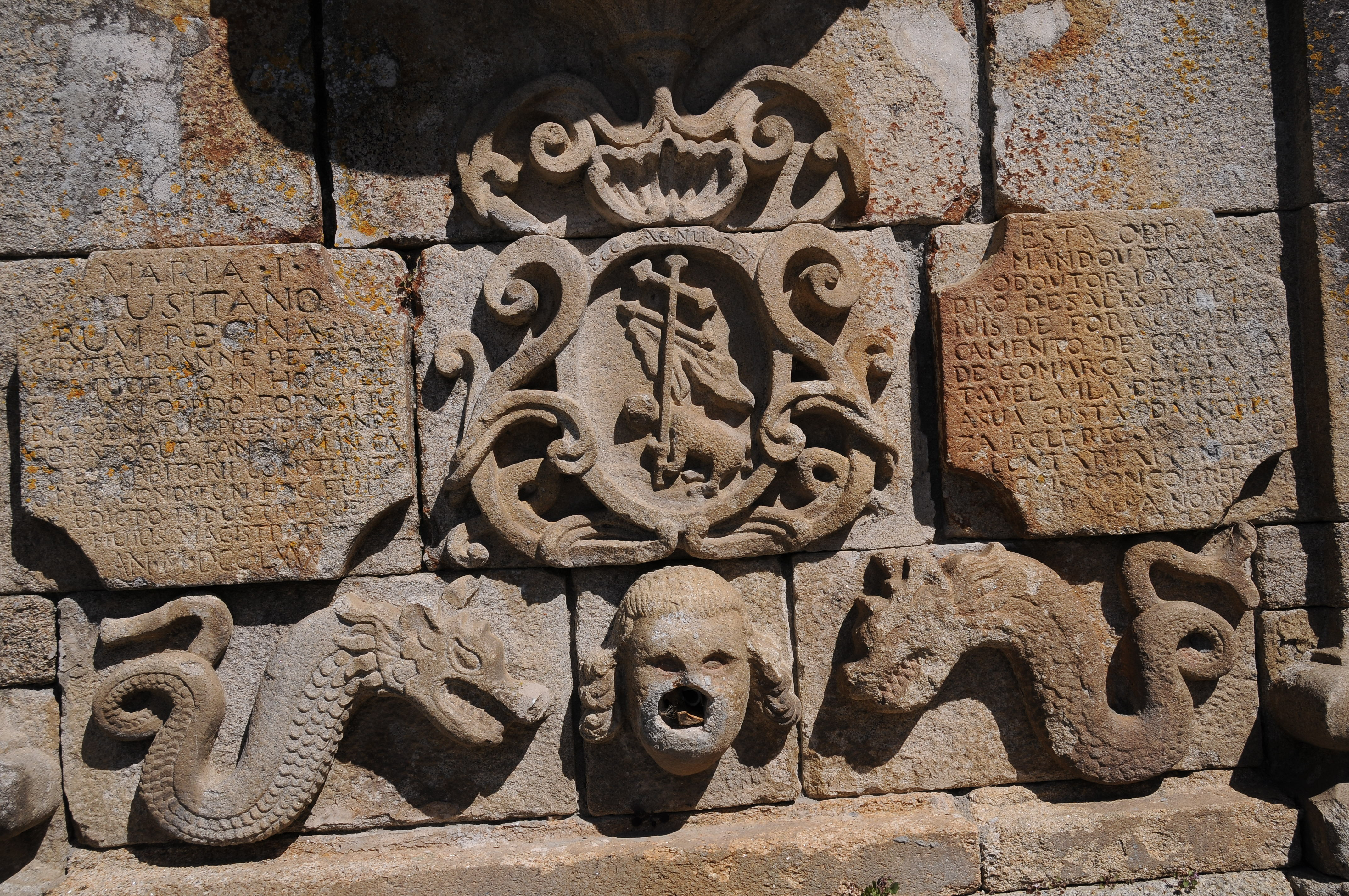
Bica carranca, ladeada pelas duas serpentes
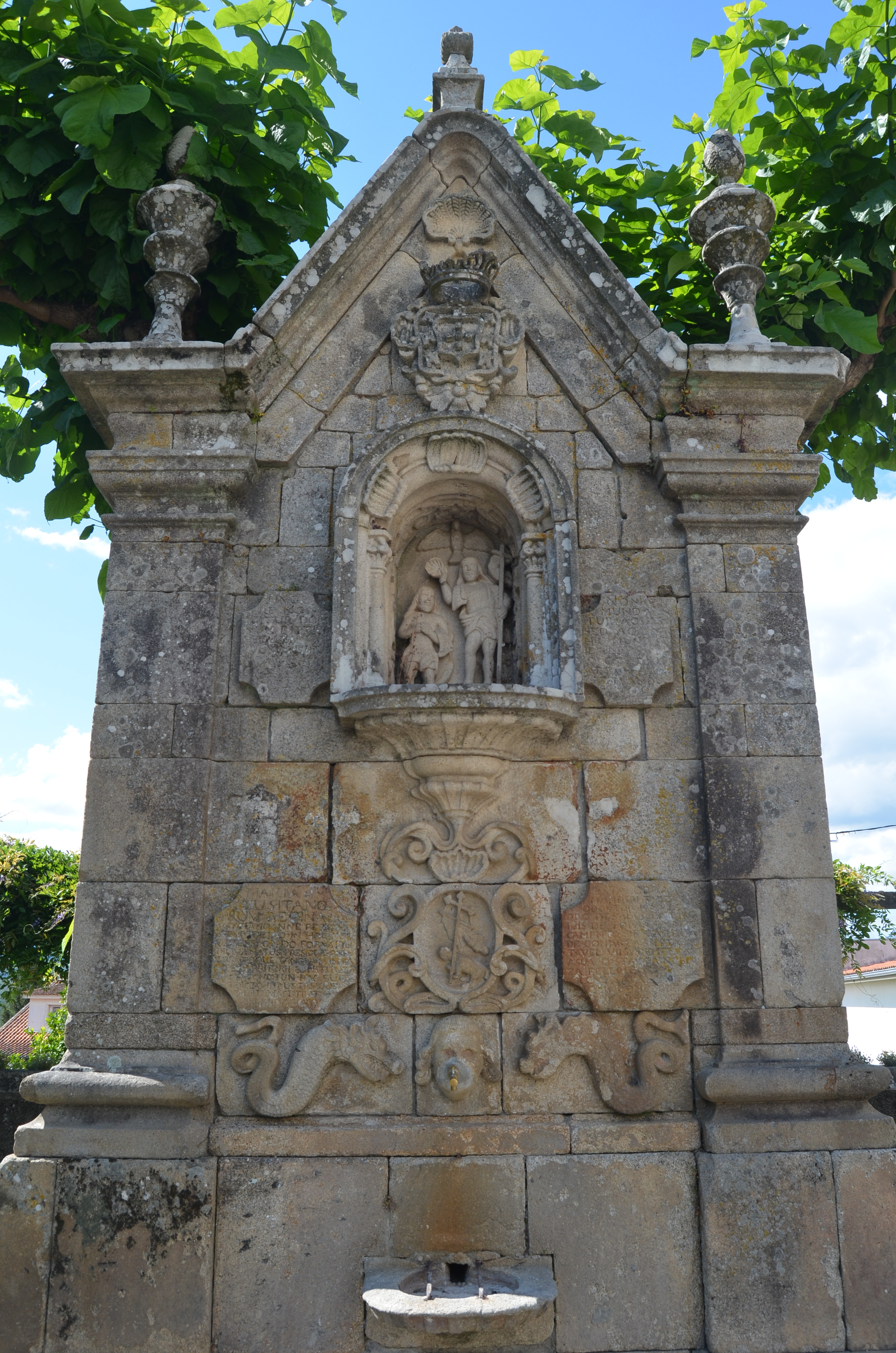
Fonte de São João
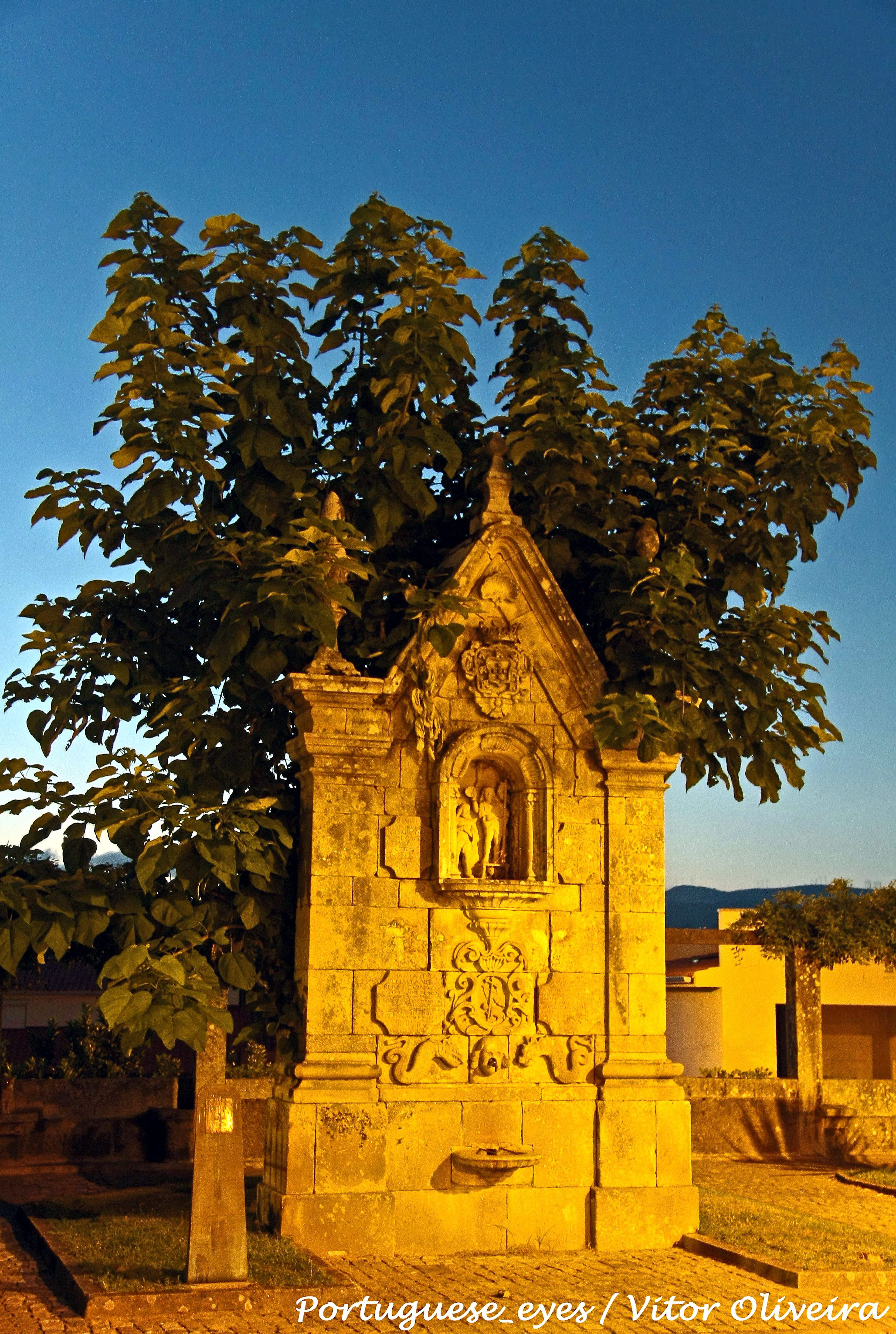
Fonte de São João (noite)
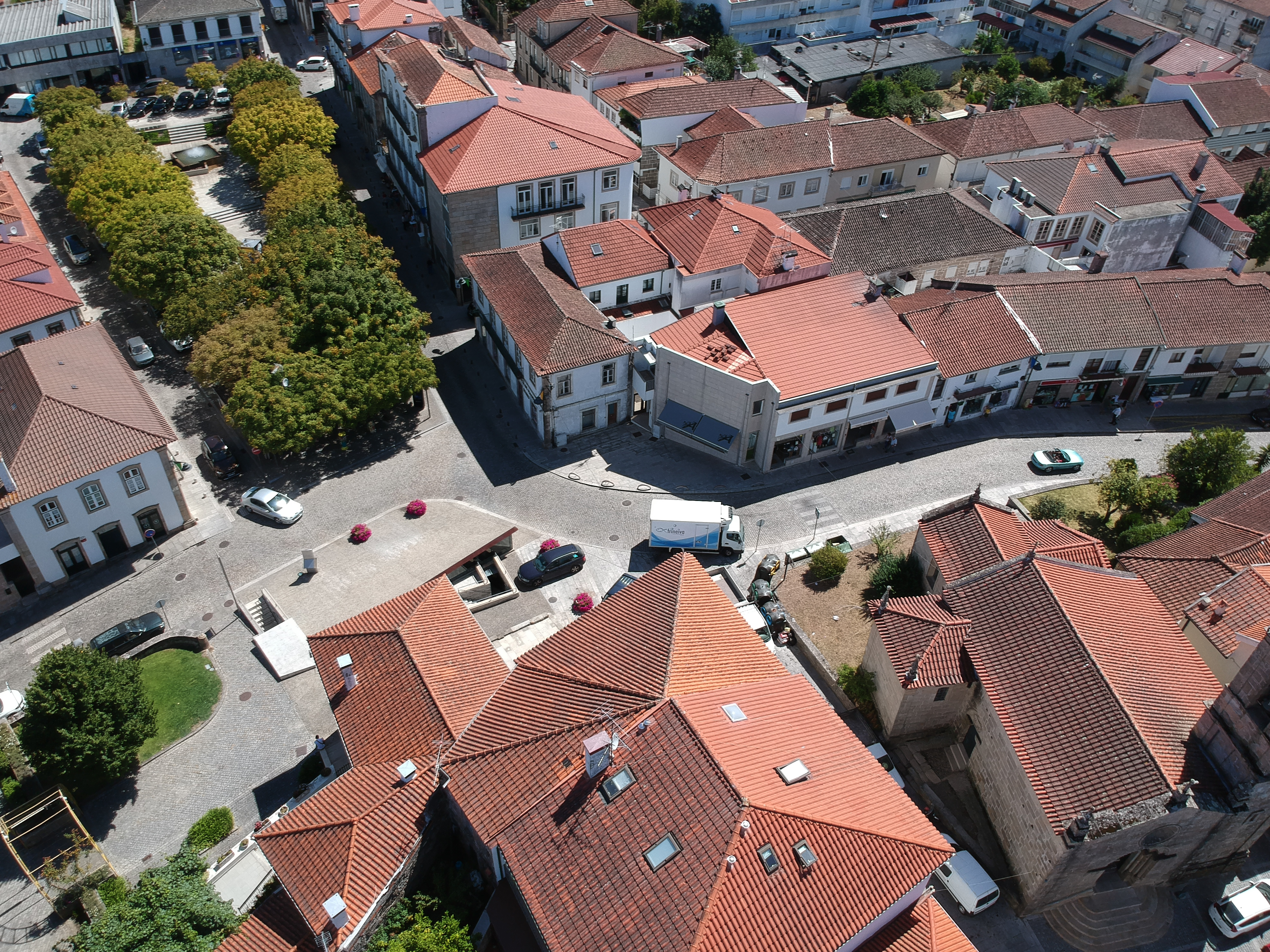
Vista aérea da Praça da República (século XXI)
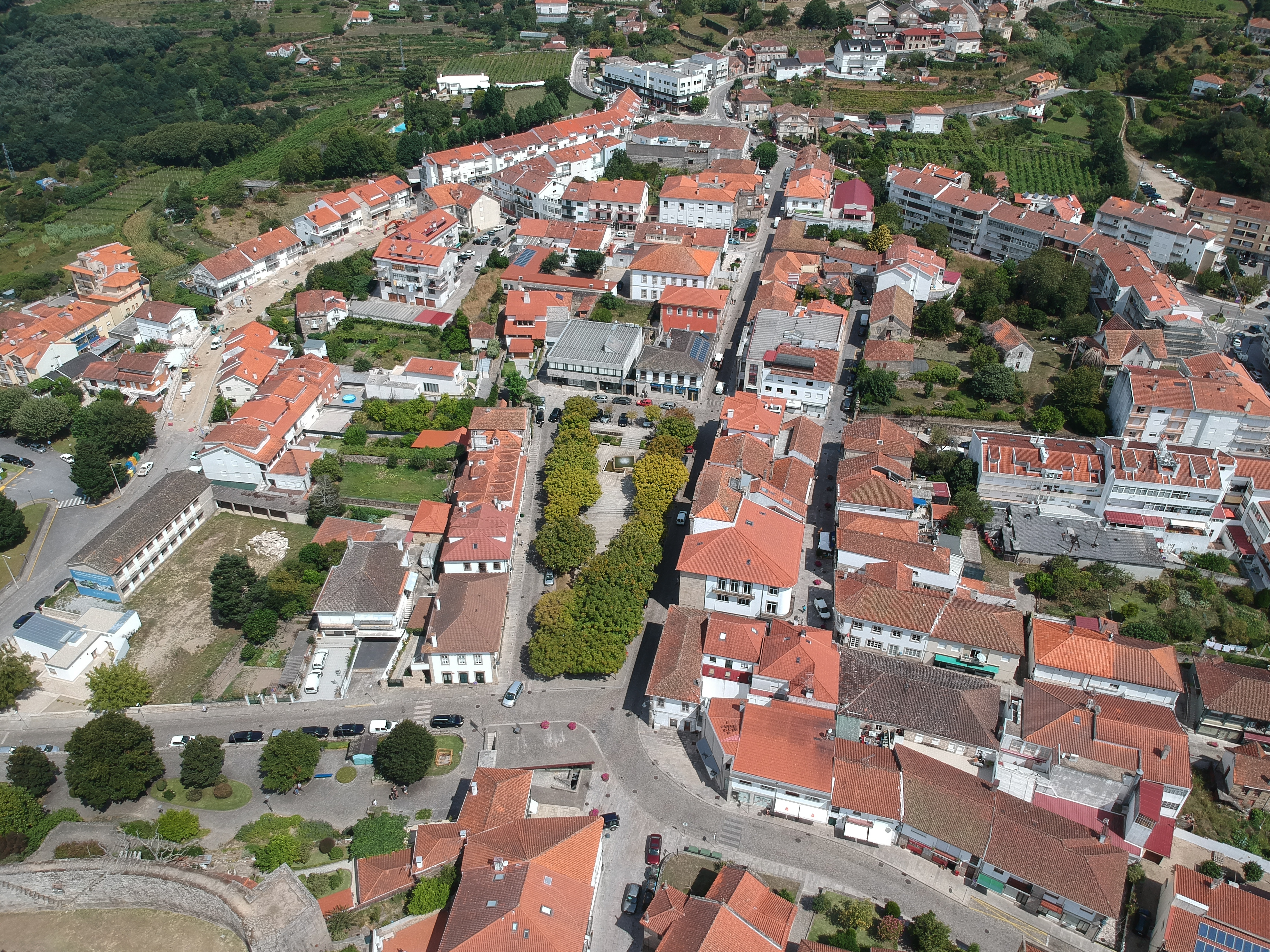
Vista aérea da Praça da República (século XXI)